# Koningsnummer
Koningsnummer is een begrip uit de sportwereld. Het is bij wedstrijden de klasse of categorie, waarmee op dat evenement de meeste eer kan worden ingelegd. Meestal is dat ook het nummer, waarbij de grootste vaardigheid wordt gedemonstreerd. Sporters verschillen onderling nog weleens van mening over welk nummer binnen de sport deze kwalificatie verdient.
Koningsnummers zijn bij:
- Alpineskiën: afdaling
- Atletiek: 100 meter
- Baanwielrennen: Sprint
- Dressuur: kür op muziek
- Judo: 100 kg mannen
- Langlaufen: 30/50 km klassieke stijl of estafette
- Military: crosscountry
- Roeien: acht met stuurman
- Schaatsen: 1500 meter
- Superbike: World Superbike race
- Zwemmen: 100 meter vrije slag